# Tylecodon leucothrix
Tylecodon leucothrix är en fetbladsväxtart som först beskrevs av C.A. Smith, och fick sitt nu gällande namn av H. Tölken. Tylecodon leucothrix ingår i släktet Tylecodon och familjen fetbladsväxter. Inga underarter finns listade i Catalogue of Life.

## Bildgalleri

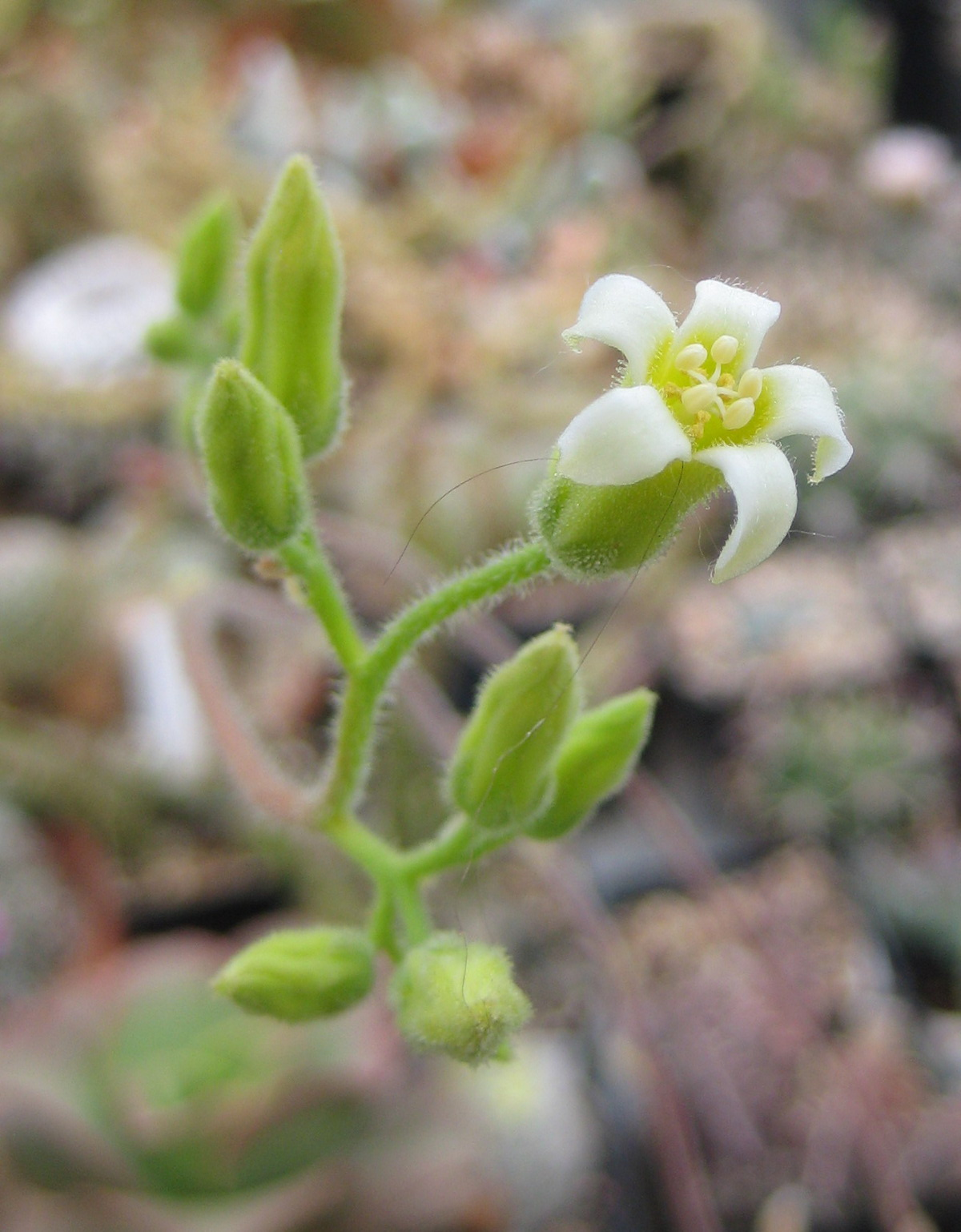